# بهية (فلم)
بهية هو فيلم مصري عرض عام 1960، بطولة لبنى عبد العزيز ورشدي أباظة وحسين رياض، ومن إخراج رمسيس نجيب.

## قصة الفيلم
يروي الفيلم قصة الصراع بين أحد أقطاب الإقطاع وبطشه بصغار الفلاحين ليستأثر بكل شيء، وذلك عن طريق أعوانه من المجرمين، يحرق محاصيل الفلاحين ويحرق أراضيهم حتى يعجزوا عن الوفاء بديونهم، وعندما يتصدى له والد بهية يقتله، ويحاول الإقطاعي اغتصاب بهية، إلا أن ياسين يتصدى له وينقذها.

## طاقم التمثيل
- لبنى عبد العزيز: (بهية)
- رشدي أباظة: (ياسين)
- حسين رياض: (الشيخ عبد الرحيم)
- زكي طليمات: (البيه)
- عبد المنعم إبراهيم: (سكر)
- رفيعة الشال: (بهانة - والدة حبيشة)
- أحمد أباظة: (حبيشة)
- حسين عسر: (الشيخ حمزة - والد ياسين)
- محمد حمدي: (حميدة)
- عبد العزيز غنيم: (علوان)
- عصمت محمود: (فرحانة)
- إحسان شريف: (والدة بهية)
- نعيمة وصفي: (والدة ياسين)
- حسين إسماعيل: (فلاح)
- محمد صبيح: (فلاح)
- عبد المنعم إسماعيل: (المعلم جرمون - بائع)
- محمد شوقي: (بائع)
- لطفي الحكيم: (العمدة)
- إسكندر منسي: (عبد ربه - مُحضر)
- عبد الغني النجدي: (بائع)
- نظيم شعراوي
- صلاح نادر

## فريق العمل
- إخراج: رمسيس نجيب
- قصة: حامد عبد العزيز
- سيناريو وحوار: يوسف السباعي
- مدير التصوير: عبد الحليم نصر
- مونتاج: عطية عبده
- موسيقى تصويرية: فؤاد الظاهري
- إنتاج: أفلام رمسيس نجيب
- توزيع: الشرق لتوزيع الأفلام